# Saint-Geours-de-Maremne
Saint-Geours-de-Maremne är en kommun i departementet Landes i regionen Nouvelle-Aquitaine i sydvästra Frankrike. Kommunen ligger i kantonen Soustons som tillhör arrondissementet Dax. År 2022 hade Saint-Geours-de-Maremne 2 946 invånare.

## Befolkningsutveckling
Antalet invånare i kommunen Saint-Geours-de-Maremne
Referens:INSEE